# シヒフレド・メルカード
シヒフレド・メルカード（Sigifredo Mercado Sáenz、1968年12月21日 - ）は、メキシコの元サッカー選手。元メキシコ代表。ポジションはミッドフィールダー。

## 来歴
1998年にメキシコ代表デビュー。コパ・アメリカ2001では全6試合に出場、準優勝した。2002 FIFAワールドカップのメンバーにも選ばれ、3試合に出場した。メキシコ代表で21試合に出場した。

## 代表歴

### 出場大会
- メキシコ代表
  - 2002 FIFAワールドカップ

### 試合数
- 国際Aマッチ 21試合 0得点（1998年-2002年）[1]

| メキシコ代表 | 国際Aマッチ | 国際Aマッチ |
| 年           | 出場        | 得点        |
| ------------ | ----------- | ----------- |
| 1998         | 2           | 0           |
| 1999         | 0           | 0           |
| 2000         | 0           | 0           |
| 2001         | 11          | 0           |
| 2002         | 8           | 0           |
| 通算         | 21          | 0           |